# Meitnerium
Meitnerium ist ein künstliches chemisches Element mit dem Elementsymbol Mt und der Ordnungszahl 109. Es zählt zu den Transactinoiden und steht im Periodensystem der Elemente in der 9. IUPAC-Gruppe und damit zur Cobaltgruppe. Es wurde zu Ehren der österreichisch-schwedischen Physikerin Lise Meitner benannt.

## Geschichte
Meitnerium wurde erstmals 1982 (und dann nochmals im Februar 1988) bei der Gesellschaft für Schwerionenforschung in Darmstadt durch den Beschuss von Bismut mit Eisen erzeugt. Es trug provisorisch den systematischen Namen Unnilennium (Une), seit 1997 schließlich den aktuellen Namen. Vor Einführung der systematischen Namen hatte das (damals noch hypothetische) Element den provisorischen Namen Eka-Iridium.

## Eigenschaften
Meitnerium ist ein kurzlebiges radioaktives Metall. Meitnerium kommt ausschließlich in synthetisierter Form vor. Es wurden bisher acht Isotope (hier Radionuklide) erzeugt. Das langlebigste Isotop dabei ist 278Mt, dessen Halbwertszeit 8 Sekunden beträgt. Aufgrund dieses sehr schnellen Zerfalls ist über die weiteren Eigenschaften des Elementes kaum etwas bekannt. Es wird als Übergangsmetall klassifiziert und ist bei Raumtemperatur fest. Dichtefunktionalsimulationen legen nahe, dass die Eigenschaften von Meitnerium denen der leichteren Elemente derselben Gruppe des Periodensystems entsprechen.

## Sicherheitshinweise
Es gibt keine Einstufung nach der CLP-Verordnung oder anderer Regelungen, weil von diesem Element nur wenige Atome gleichzeitig herstellbar sind und damit viel zu wenige für eine chemische oder physikalische Gefährlichkeit.